# Machaeraptenus ventralis
Machaeraptenus ventralis là một loài bướm đêm thuộc phân họ Arctiinae, họ Erebidae.